# فرانسيس إن جي
فرانسيس إن جي (بالصينية: 吳鎭宇) هو مخرج وممثل صيني، ولد في 21 ديسمبر 1961 بهونغ كونغ في الصين. من الجوائز التي نالها جائزة الحصان الذهبي لأفضل ممثل رئيسي ‏ سنة 2000.

## جوائز
- جائزة الحصان الذهبي لأفضل ممثل رئيسي [الإنجليزية]‏ (2000)

## وصلات خارجية
- فرانسيس إن جي على موقع IMDb (الإنجليزية)
- فرانسيس إن جي على موقع ألو سيني (الفرنسية)
- فرانسيس إن جي على موقع ميوزك برينز (الإنجليزية)
- فرانسيس إن جي على موقع أول موفي (الإنجليزية)
- فرانسيس إن جي على موقع قاعدة بيانات الأفلام السويدية (السويدية)
- فرانسيس إن جي على موقع قاعدة بيانات الفيلم (الإنجليزية)
- فرانسيس إن جي على موقع كينوبويسك (الروسية)